# Alain Robert
Alain Robert, nome d'arte di Robert Alain Philippe (Digoin, 7 agosto 1962), è un arrampicatore francese.

## The Human Spider
Ha scalato 100 delle strutture più imponenti al mondo, inclusi i più alti edifici costruiti dall'uomo, per i quali ha usato solo le mani nude e le sue scarpe da climber. Per questo viene soprannominato giornalisticamente "Spider-man" o "The Human Spider", in associazione con il personaggio supereroe della Marvel Comics.

## Biografia
Robert inizia a scalare da ragazzo, affrontando le rocce intorno a casa sua. La sua carriera di arrampicatore inizia all'età di 12 anni quando perde le chiavi di casa e resta chiuso fuori dall'appartamento dei suoi genitori, al settimo piano. Invece di aspettare il ritorno dei suoi, scala la facciata dell'edificio fino a raggiungere l'appartamento dall'esterno.
Nel 1982 viene coinvolto in due incidenti, il primo in gennaio, all'età di 19 anni e il secondo a settembre compiuti i 20 anni. Cade da un'altezza di 15 metri in entrambe le occasioni, causandosi fratture multiple in tutto il corpo e al cranio. Tali incidenti lo hanno reso affetto da epilessia e disabile al 60%. Nonostante il parere contrario dei medici, dopo sei mesi dagli incidenti riprende a scalare. Per migliorare le sue abilità continua ad affrontare scalate sempre più complesse e dalle Alpi francesi passa alle costruzioni più alte del mondo.
Poiché le autorità normalmente non gli concedono il permesso per le proprie imprese, inizia le scalate solitamente all'alba. Le imprese attraggono poi folle di spettatori. Per queste ragioni è stato arrestato più volte e in diversi paesi alla fine delle scalate. Gli arresti si risolvono, quasi sempre, con brevi formalità e lui viene rilasciato. La preparazione atletica e la tecnica maturata negli anni permettono a Robert di arrampicarsi sfruttando le piccole sporgenze delle pareti e delle finestre presenti negli edifici. Molte delle sue arrampicate non gli forniscono l'occasione di riposare e possono durare ore. La sua altezza di 1,65 m, la sua agilità e la sua forza di volontà sono tutti attributi che aumentano la sua destrezza durante le scalate. A volte porta con sé durante l'arrampicata un sacchetto attorno alla vita contenente della magnesite in polvere, usata comunemente dagli scalatori per assorbire il sudore e aumentare la presa dei polpastrelli.

### Carriera
La carriera di arrampicatore urbano è caratterizzata da una lista che conta edifici come la Torre Eiffel, il teatro dell'Opera di Sydney e la Tour Montparnasse a Parigi, così come i grattacieli più alti del mondo. Negli anni novanta, tra le imprese che lo hanno fatto conoscere a livello mondiale vi furono la scalata dell'Empire State Building nel 1994 e quella delle Torri Petronas a Kuala Lumpur in Malaysia. Nonostante le autorità malesi prevedessero il suo tentativo, Robert le sorprese iniziando la scalata durante la notte del 1º gennaio del 1997. Viene poi arrestato al sessantesimo livello, 28 piani sotto la parte superiore. Scalando la Sears Tower di Chicago in Illinois nel 1999, incontra l'ostacolo più impervio della sua carriera. Vicino alla parte superiore dell'edificio di 110 piani, una nebbia spessa ricopre di umidità la facciata di metallo e di vetro degli ultimi 20 piani, rendendo la parete scivolosa. Robert supera questa difficoltà raggiungendo la parte superiore della torre.
Nel 2000 Robert scala i 23 metri dell'Obelisco di Luxor, in Place de la Concorde, Francia. Nel febbraio del 2003 esegue un'arrampicata autorizzata lungo i 200 metri della National Bank of Abu Dhabi, negli Emirati Arabi Uniti, guardato da circa 100 000 spettatori. Diventano sempre più frequenti gli ingaggi da parte di sponsor interessati a farsi pubblicità grazie alle imprese di Robert. Nel maggio 2003 viene pagato circa 18 000 dollari per scalare i 95 metri del Lloyd's Building di Londra e promuovere così il film di Spider-Man sui canali televisivi britannici. Il 19 ottobre del 2004 si arrampica per i 187 metri dell'edificio della compagnia petrolifera francese Total indossando il costume di spider-man. Nel giorno di Natale del 2004 scala il Taipei 101, dichiarata allora come la costruzione più alta del mondo, pochi giorni prima dell'inaugurazione. Questa volta autorizzato legalmente, arriva fino a 508 metri di ascensione, sotto una pioggia persistente, in quattro ore.
L'11 giugno del 2005 scala il Cheung Kong Centre in Hong Kong arrivando a 283 metri di altezza, al sessantaduesimo e ultimo livello della torre. Il 1º settembre del 2006 scala l'edificio più alto della Lituania e degli stati baltici: l'Europa Tower di 148 metri a Vilnius. Indossando un vestito nero e utilizzando una corda di sicurezza, dopo varie vicissitudini che lo portano a distaccarsi più volte dalla torre, raggiunge comunque la piattaforma di osservazione al 114º piano, in 40 minuti. Nel 2006 si arrampica ancora lungo le pareti della Torre Vasco da Gama in Portogallo, prendendo parte a una pubblicità realizzata da un gestore di servizi di telefonia mobile per il Portogallo e poi conclude l'anno sulla Santa Fe World Plaza a Città del Messico il 7 dicembre. Il 23 febbraio del 2007 scala gli uffici amministrativi dell'ADIA sul litorale di Abu Dhabi negli Emirati Arabi Uniti.
Il 20 marzo 2007, dieci anni dopo, affronta nuovamente le Torri Petronas e permette di essere recuperato al sessantesimo piano dove sventola la bandiera Malese e riceve l'applauso della polizia, della squadra antincendio e dagli attendenti, poco prima di essere portato all'interno e ammanettato. Il 31 maggio del 2007 scala gli 88 piani dell'edificio più alto di Shanghai, il Jin Mao Building, con indosso il costume di Spider-Man. Robert viene arrestato e imprigionato per cinque giorni prima di essere espulso dalla Cina. Nel novembre del 2007 viene invitato dall'ente locale di Zhangjiajie in una provincia a sud dello Hunan per scalare i 1518 metri della montagna di Tianmen al fine di aumentare la portata turistica della zona. Il 4 settembre del 2007 scala in 30 minuti i 244 metri di uffici della Federation Tower a Mosca, il più alto grattacielo russo. Trattenuto successivamente dalla polizia per la violazione delle norme di sicurezza, viene costretto a pagare una multa nonostante l'ascesa in completa sicurezza fosse avvenuta per tutta la lunghezza del percorso tramite una scaletta. Il 18 dicembre 2007 scala in 40 minuti l'edificio di uffici della Portland House di Londra, l'edificio più alto di Westminster, per venire arrestato subito dopo dalla polizia londinese.

Il 15 aprile del 2008 scala il Four Seasons Place di Hong Kong mentre la polizia e i pompieri erano in pausa. La scalata gli ha richiesto un'ora di tempo a causa degli ultimi cinque metri; questi, impossibili da scalare, lo hanno obbligato ad arrampicarsi obliquamente fino alla trave d'angolo. In questa scalata, Robert ha rischiato di cadere a causa di una donna che, vedendolo arrampicarsi, ha urlato dall'interno dell'edificio ed è svenuta. Come al solito è stato trattenuto dalla polizia alla fine della scalata che questa volta aveva come tema la consapevolezza del riscaldamento globale. Il 5 giugno 2008 ha scalato Il Times Building di New York negli Stati Uniti sfoggiando una bandiera con uno slogan sempre al riguardo del riscaldamento globale, per poi venire arrestato dalle squadre speciali della NYPD. Lo slogan riportava la seguente frase: "Il riscaldamento globale uccide ogni settimana più gente dell'11 settembre".

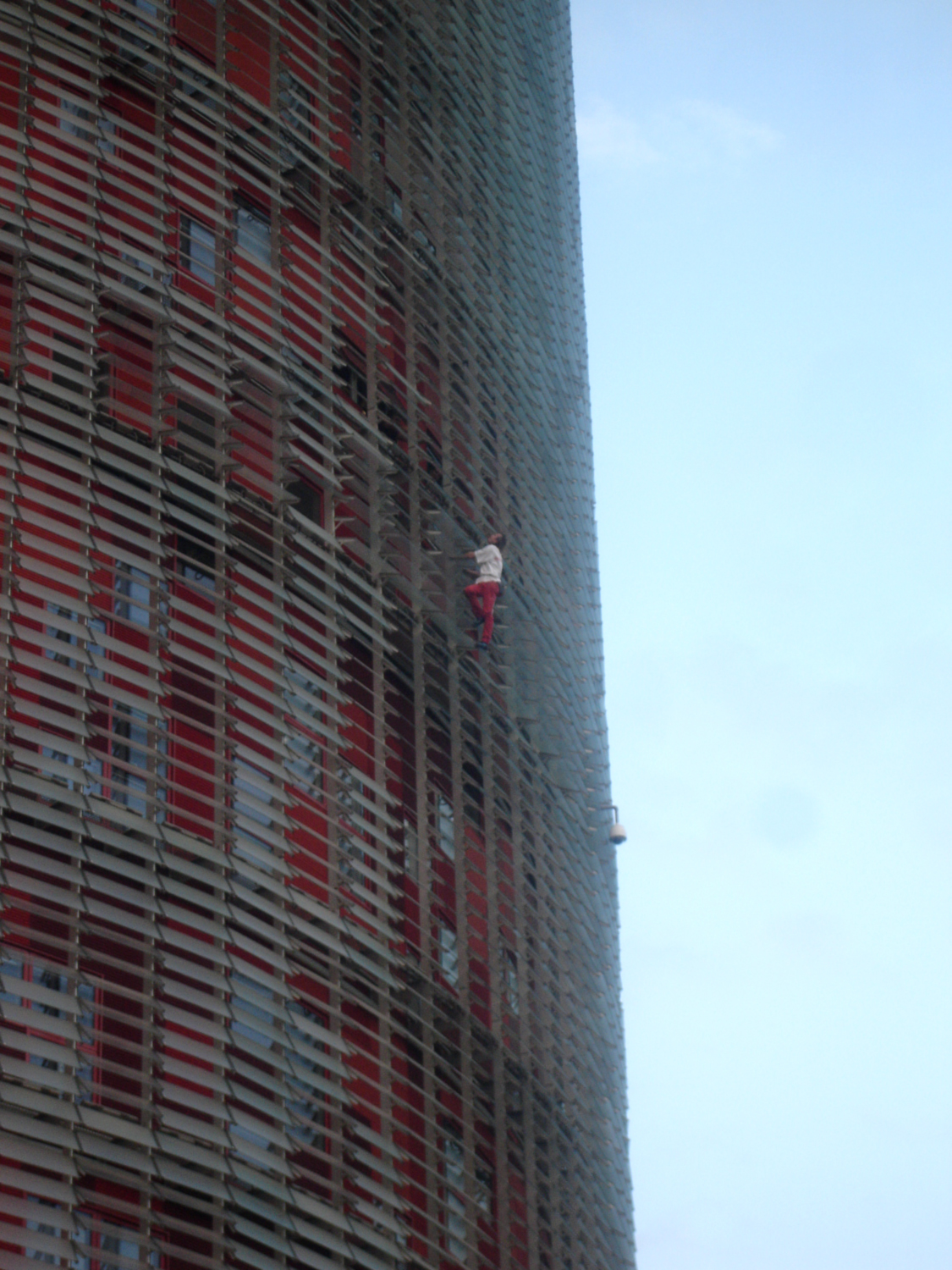
Alain Robert scala la Torre Agbar di Barcelona

Il 2 giugno 2009 scala la RBS Tower ad Aurora Place a Sydney, fino alla cima alta 218 metri, per ricordare il problema del riscaldamento globale. Il 1º settembre 2009 scala di nuovo una delle due torri delle Torri Petronas. In cima ai 452 metri di altezza della torre viene arrestato. Robert aveva già tentato in precedenza due volte di scalare le Torri Petronas fino in cima, nel gennaio del 1997 e nel marzo 2007, senza però riuscirvi. Il 28 marzo 2011 scala a Dubai il Burj Khalifa, l'edificio più alto al mondo. Nel 2019 ha scalato la GT Tower Building, un edificio di 47 piani nel distretto finanziario della città di Makati a est di Manila, nelle Filippine. L’arrampicata è durata poco meno di due ore.

## Scalate
Alcune delle 85 scalate più importanti della carriera di Alain Robert:
- Sydney, Australia – Sydney Tower e la Sydney Opera House
- Rio de Janeiro, Brasile – Hotel Vermont
- Montréal, Québec, Canada – Crown Plaza Hotel
- Hong Kong
  - Four Seasons Place
  - The Far East Finance Centre
  - The Cheung Kong Centre
- Londra
  - One Canada Square
  - Lloyd's building
  - Portland House
- Parigi, Francia
  - Torre Eiffel
  - Grande Arche at La Défense
  - Obélisque de Louxor in Place de la Concorde
  - Tour Montparnasse
  - Tour Cristal at Front de Seine
  - Mercurial Towers at Bagnolet
- Francoforte, Germania – Dresdner Bank Tower
- Milano, Italia – Banca di Milano
- Tokyo, Giappone – Shinjuku Center Building
- Varsavia, Polonia – Marriott Hotel
- Johannesburg, Sudafrica – IBM Tower
- Abu Dhabi
  - Emirati Arabi Uniti – National Bank of Abu Dhabi and the Etisalat building
  - Abu Dhabi Investment Authority [ADIA], Headquarters Building, UAE
- Stati Uniti d'America
  - New York Times Building– New York
  - Empire State Building – New York
  - Sears Tower – Chicago, Illinois
  - Golden Gate Bridge – San Francisco, California
  - Blue Cross Tower – Filadelfia, Pennsylvania
  - Luxor Hotel pyramid – Las Vegas, Nevada
- Tampere, Finlandia – Hotel Ilves
- Malaysia
  - Torre Petronas 1 – Kuala Lumpur (arrested at the 60th floor in 1997)
  - Torre Petronas 2 – Kuala Lumpur (arrested at the 60th floor in visit Malaysia year 2007)
  - Sabah Foundation Building – Kota Kinabalu, Sabah (for fund raising)
  - Melia Hotel – Kuala Lumpur
- Singapore – Overseas Union Bank Centre (arrested at 21st floor in 2000)
- Taiwan – Taipei 101
- Venezuela – Parque Central Torre
- Barcellona, Spagna – Torre Agbar
- Portogallo
  - Torre Vasco da Gama
  - 25 de Abril Bridge
- Città del Messico- Santa Fé World Plaza Corporate Tower
- Bratislava, Slovacchia – Slovak Radio Building
- Shanghai, Cina – Jin Mao Building
- Mosca, Russia - West Federation Tower
- San Paolo, Brasile - Edifício Itália

## Incidenti
In un'intervista, risalente al 2005, Alain Robert racconta di essere caduto 7 volte nella sua vita. Tra tutte le cadute la seconda del 1982 sarebbe stata la più pericolosa.
Il 18 gennaio del 1982, a 19 anni, cade da 15 metri quando il suo ancoraggio e la sua corda cedono durante l'addestramento. Per il contraccolpo si frattura i polsi, i talloni, il naso e subisce tre interventi.
Il 29 settembre del 1982, a 20 anni, cade da 15 metri e molla la corda durante un rappeling. In coma per 5 giorni con un edema cerebrale, si frattura entrambi gli avambracci, il gomito, il bacino ed il naso. Lo slogamento del gomito ed il conseguente danneggiamento di un nervo lo lasciano parzialmente paralizzato. A causa di quella caduta Robert dice di soffrire tuttora di vertigini.
Nel 1993 cade da 8 metri mentre mostra ai suoi allievi come affidarsi alla presa dei piedi durante la scalata; contando solo sui piedi e con le mani dietro la schiena, affronta un facile esercizio, ma perde l'equilibrio e si frantuma entrambi i polsi. Entra nuovamente in coma e passa 2 mesi in ospedale.
Nel 2004 cade da 2 metri arrampicandosi su un semaforo, proponendo una foto per un'intervista. Atterra sul suo gomito e riceve 40 punti. Il mese successivo scala il grattacielo più alto del mondo, il Taipei 101, durante la settimana ufficiale di apertura.

## Arresti
Il 22 novembre del 2005 viene arrestato mentre comincia ad arrampicarsi per il One Houston Center di Houston in Texas. Viene incriminato per possesso illegale di una sostanza trovatagli addosso: due pillole di Urbanyl, farmaco venduto sotto ricetta medica usato per impedire attacchi epilettici. Trascorsi due giorni in detenzione, il 29 novembre sporge denuncia con le prove della prescrizione medica chiedendo un rimborso per il farmaco sequestratogli. Il 20 dicembre scala la Cristal Tower di Parigi per protesta all'arresto. La sua comparizione in tribunale prevista per il 4 gennaio viene rimandata da Robert, che affronta una scalata in Messico proprio in quel periodo.
Il 15 marzo scala le Mercurial Towers alte 122 metri e situate a Bagnolet esponendo una frase inerente ai sette giorni che lo separavano dal rinvio della causa in Texas. Il 31 marzo compare davanti alla corte di Houston, l'accusa di possesso illecito di farmaci senza ricetta medica decade, Robert paga $2000 a causa della scalata illegale e non sconta giorni di detenzione poiché la corte gli accredita il tempo passato in carcere dopo la scalata.
Il 31 maggio 2007, dopo l'ascensione del Jin Mao Building di Shanghai, viene arrestato e imprigionato per 5 giorni prima di essere espulso dalla Cina.
Il 27 febbraio del 2008 scala l'Edificio Itália, una delle costruzioni più alte del Brasile, senza autorizzazione, venendo trattenuto dalle autorità subito dopo il riuscito tentativo.
Il 15 aprile del 2008 raggiunge il sessantesimo livello del Four Seasons Place di Hong Kong. Sarebbe stato arrestato al completamento della scalata.
La mattina del 15 giugno 2008 inizia a scalare il New York Times Building a New York, arrivando in 45 minuti all'ultimo piano, ove viene arrestato dalle squadre speciali della NYPD. Durante l'arrampicata mostra una bandiera gialla con la dicitura: " Il riscaldamento globale uccide ogni settimana più persone dell'11 settembre".

## Libri e documentari
Esiste un documentario di 52 minuti, prodotto e diretto da Julie Cohen nel 1998 e intitolato The Wall Crawler.
L'autobiografia di Alain Robert è pubblicata da Le Cherche midi nel 2004, intitolata L'homme araignée"; nel 2006 il libro è tradotto in Italiano dalla casa editrice Versante Sud con il titolo "Spiderman" e nel 2008 in inglese da Blacksmith Books con il titolo "With Bare Hands".
Channel 4 manda in onda, nell'aprile del 2008, un episodio della serie Cutting Edge, intitolato The Human Spider.
Nel 2008 è stato girato il documentario Il vero uomo ragno, diretto da M. Soldinger.